# Цю Цзиао
Цю Цзиао (30 серпня 1998) — китайський плавець.
Призер Азійських ігор 2018 року.